# Salinas (Uruguay)
Salinas è una città dell'Uruguay, situata nel Dipartimento di Canelones.
Fa parte della Costa d'oro.